# 205 Yonge Street
Auf der Parzelle 205 Yonge Street in Toronto, Kanada, befindet sich ein historisches, vierstöckiges Gebäude aus dem Jahre 1905. In diesem Gebäude hatte die Bank of Toronto ihren Sitz. Das Gebäude wurde 1999 nach dem Ontario Heritage Act geschützt und genießt Bestandsschutz. Das Gebäude hat der kanadische Architekt Edward James Lennox entworfen. Es verfügt über eine neo-klassizistische Gestalt und hat 1619 m² Bürofläche.
In unmittelbarer Nähe befindet sich das Elgin and Winter Garden Theatres, eine National Historic Site of Canada sowie das Eaton Centre. Außerdem ist die Kathedrale St. Michael um die Ecke in der Shuter Street und die Massey Hall, ebenfalls eine National Historic Site of Canada, in der parallel verlaufenden Victoria Street.